# Giuseppe Frank
Joseph Frank, noto in Italia e citato nella letteratura scientifica italiana come Giuseppe Frank (Rastatt, 23 dicembre 1771 – Como, 18 dicembre 1842), è stato un medico e patologo tedesco nell'epoca della Rivoluzione francese e dell'età napoleonica.
Fu uno dei sostenitori più influenti del movimento di riforma medica di John Brown, dal quale in seguito prese le distanze.

## Biografia
Joseph Frank era figlio maggiore del fondatore dell'igiene pubblica, Johann Peter Frank. La prima fase della sua carriera fu caratterizzata da una stretta collaborazione con il noto padre. Dopo aver studiato all'Università degli Studi di Pavia con Lazzaro Spallanzani, Alessandro Volta e il medico Antonio Scarpa, che si laureò nel giugno 1791, lavorò come assistente nell'ospedale locale, che era stato gestito da suo padre dal 1785, e come repetitore . Quando suo padre divenne professore all'Ospedale Generale di Vienna nel 1795, Joseph rilevò la clinica di Pavia e, come professore associato, anche i suoi corsi.
Frank aveva un forte interesse per gli insegnamenti del medico e neurofisiologo scozzese John Brown, diffusi in Italia da Giovanni Rasori, che a Pavia era professore di Patologia dal 1796. Nella sua ricerca di un'alternativa alla patologia umorale classica e ai concetti meccanici della comprensione del corpo di Robert Hooke e Robert Boyle, Brown aveva sviluppato una cosiddetta "teoria dell'eccitazione". Secondo questa teoria, una persona sana si troverebbe in uno stato di eccitabilità mediocre, mentre stati di eccitabilità eccessiva (stenia) o scarsa eccitabilità (astenia) porterebbero a malattie che, nel caso di sthenia, sarebbero da trattare con terapie sedative mentre nel caso di astenia nel caso di stenia attraverso terapie stimolanti.
Nel 1797 Frank pubblicò un libro sul "Metodo di guarigione nella clinica di Pavia". La prefazione di 89 pagine di suo padre, nonostante qua e là prendesse le distanze dalle teorie browniane, costituiva di fatto un fiume di elogi che di fatto giovarono sia alla ricezione del libro sia alla buona reputazione degli insegnamenti di Brown.
Poco prima che le truppe di Napoleone entrassero a Pavia e l'università fosse chiusa, anche Frank andò a Vienna. Nel 1802 intraprese un "viaggio scientifico" a Parigi, a Londra e in altri luoghi della Gran Bretagna, dove ispezionò ospedali e istituzioni scientifiche e incontrò medici e personaggi politici di spicco (tra cui lo stesso Napoleone Bonaparte). A Edimburgo  scoprì che la concezione di Brown non era più in linea con i tempi e che, addirittura, era stata quasi dimenticata. Nella pratica clinica si era infatti scoperto che la riduzione ad alcune categorie di diagnosi e terapie non permetteva di venirne a capo con la complessa realtà delle malattie. Fu così che, sebbene nel 1803 avesse pubblicato una "Mappa delle patologie secondo le leggi della teoria dell'eccitazione, nel corso della sua carriera Frank si allontanò gradualmente dalle teorie di Brown.
Il racconto di Frank su questo "viaggio a Parigi, a Londra e in una buona fetta del resto dell'Inghilterra e della Scozia" (1804) è un tesoro di informazioni su ospedali, scuole e personalità dell'epoca. A quel tempo, come mostrano le informazioni sul frontespizio, Frank era insegnante di patologia e terapia generale presso l'Università Imperiale Russa Vilnius e membro o membro corrispondente di un certo numero di rispettate società scientifiche.
Nel 1804 il padre ricevette un invito dal rettore dell'Università di Vilnius. Durante la sua permanenza di dieci mesi, Johann Peter istituì una clinica e elaborò un piano di riforma per la Facoltà di Medicina. Quando andò a San Pietroburgo e divenne il medico personale dello zar russo Alessandro I per un breve periodo, Giuseppe Frank prese il controllo della clinica e del dipartimento di patologia. Nelle sue lezioni usava l'opera del padre De curandis hominum morbis epitome e l'"Institutionum medicinae practicae" di Giovanni Battista Borsieri. Negli Acta Instituti Clinici pubblicati dal 1808 al 1812, si staccò definitivamente dai concetti di Brown, che non gli apparivano più vincolanti.
In Inghilterra, nel 1803 Frank partecipò alla fondazione della Royal Jennerian Society (dal medico inglese Edward Jenner, che aveva sviluppato la vaccinazione preventiva a partire dall'utilizzo di pustole di vacca), che auspicava l'eliminazione del vaiolo attraverso l'ancora nuova vaccinazione. Nel 1808 fondò un istituto di vaccinazione a Vilnius, uno dei primi nel suo genere in Europa.

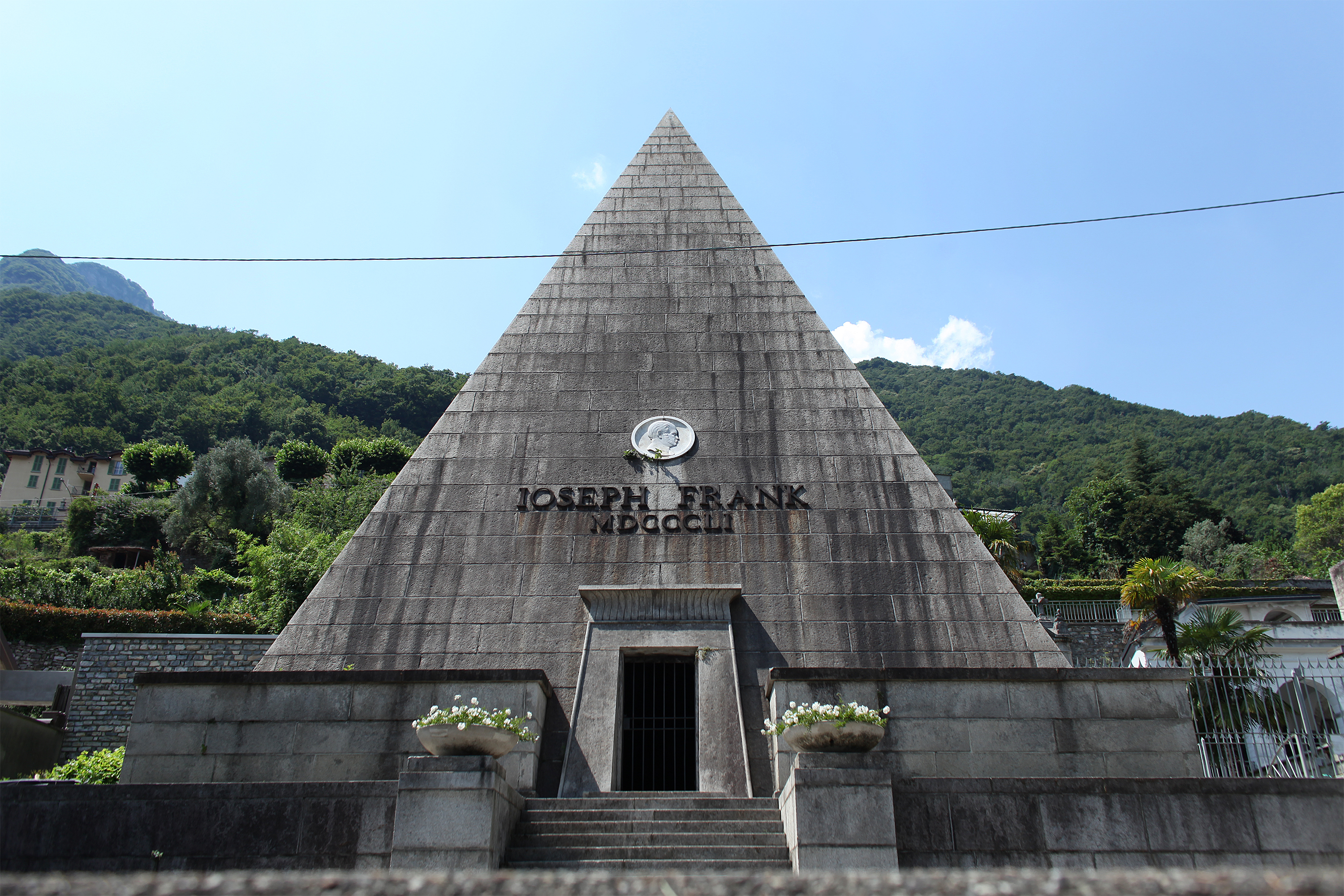
Il sepolcro a forma di piramide del dott. Frank a Laglio.

Le esperienze a Parigi lo avevano reso molto scettico sull'impatto della Rivoluzione francese e sull'attuazione dei suoi ideali. Il trattato polemico sull'influenza della rivoluzione sulla medicina, pubblicato nel 1814, mostra uno spirito conservatore disincantato. A detta di Frank, la rovina di molte università, il crollo del commercio di libri, la morte di molti buoni medici, il crollo della corrispondenza medica oltre i confini nazionali, il crescente pensiero speculativo, la crisi economica e altri fattori avevano messo in ombra i pochi aspetti positivi della rivoluzione. Da ultimo, Frank contava sull'introduzione della fisica nella medicina, sull'istituzione di cliniche sperimentali in cui studiare nuovi metodi e nuovi farmici, sui progressi compiuti dalla chirurgia, che in precedenza era considerata una scienza inferiore, e sull'unificazione tra chirurgia e medicina.
Nel 1824 si ritirò dall'attività a causa di un problema agli occhi e si trasferì a Como, acquistando Villa Gallietta, nel quartiere Borgo Vico. Ritrovata una buona forma fisica, si fece notare per lo sfarzo dei ricevimenti e la cura gratuita agli indigenti.
Frank morì a Como nel 1842, nella sua Villa Gallietta. Le spoglie riposano all'interno di un monumento funebre piramidale voluto dallo stesso Frank tramite un lascito di 25.000 franchi. La piramide venne eretta a lato del cimitero di Laglio, a bordo strada, volutamente visibile dai turisti spesso illustri. Frank non solo dispose che le proprie sostanze fossero devolute all’università di Pavia per l’acquisto di testi di medicina e anatomia (operazione che continuò per diversi decenni, dato l'ammontare della dote), ma donò alla biblioteca Universitaria anche i suoi libri di medicina.

## Opere
- Frank, Joseph: Modi di guarigione nella clinica di Pavia. Con una prefazione di Johann Peter Frank. Dal latino, con osservazioni pratiche di Friedrich Schäfer. Vienna: Camesina, 1797. (Traduzione da: Ratio instituti clinici Ticiensis a mense Ianuario usque ad finem Iunii anni 1795 (Digitalisat) )
- Frank, Joseph: Spiegazioni della medicina browniana. Claß, Heilbronn am Neckar 1797 (digitalizzato) 2ª edizione riveduta, Claß, Heilbronn 1803 (digitalizzato)
- Manuale di tossicologia o dell'insegnamento di veleni e antidoti. Basato sui principi della medicina browniana e della chimica moderna, lavorato da Joseph Frank, medico primario dell'ospedale generale di Vienna, precedentemente insegnante straordinario di medicina pratica a Pavia. Schaumburg, Vienna 1800 (digitalizzata)
  - Manuel de toxicologie, ou, dottrine des poison et de leurs antidotes AA Bruers, Anvers 1803 (digitalizzato)
  - Manuali di tossicologia, ovvero di dottrina di veleni e contravveleni. Luigi Mussi, Parma 1804 (digitalizzato)
- Frank, Joseph: Istruzioni sulla conoscenza e la scelta del medico per i non medici. Schaumburg, Vienna 1800 (digitalizzata)
- Frank, Joseph (ed. ): Brossura sanitaria da una società di medici viennesi. K. Schaumburg, Vienna 
  - per l'anno 1801 (digitalizzato)
  - per l'anno 1802 (digitalizzato)
- Frank, Joseph: viaggio a Parigi, a Londra e in buona parte del resto dell'Inghilterra e della Scozia in relazione a ospedali, case di cura, altri istituti poveri, scuole di medicina e carceri. Vienna: Camesian Bookstore, Volume I 1804 (digitalizzato) Volume II 1805 (digitalizzato)
- Mappa di Joseph Frank delle patologie secondo le leggi della teoria dell'eccitazione; realizzata con aggiunte esplicative e commenti dopo le sue lezioni. Vienna: Doll, 1803.
- Frank, Josephus: Acta Instituti clinici Caesareae Universitatis Vilnensis. Lipsiae: Schaefer, 1808-1812. 
  - Annus primus 1808 (digitalizzato)
  - Annus tertius, quartus, quintus et sextus 1812 (digitalizzato)
- Frank, Joseph: L'influenza della rivoluzione francese sugli oggetti relativi alla medicina pratique. Vilna: Zawadzki, 1814 (digitalizzato)
- Frank, Iosepho: Praxeos Medicæ Universæ Præcepta. Lipsiae: Kuehn, 1811-1843 
  - Partis primae volume primum, continens Prolegomena, Doctrinam de febribus atque de infiammationibus generalem. 1811 (digitalizzato)
  - Partis secundae volume primum, Sectio prima, continens Doctrinam de morbis systematis nervosi in genere, e de iis cerebri in specie. 1818 (digitalizzato)
  - Partis secundae volume primum, Sectio secunda, continens Doctrinam de morbis columnae vertebralis, singulorum nervorum aliisque ex variis systematis nervosi partibus ortum habentibus nec non oculorum, aurium, narium et cavitatum nasalium. 1821 (digitalizzato)
  - Partis secundae volume secundum, Sectio prima, continens Doctrinam de morbis laringe, tracheae et corporis thyreoidei, thecae thoracicae, pleurae, mediastini, thymi et pulmum. 1823 (digitalizzato)
  - Partis secundae volume secundum, Sectio secunda, continens doctrinam de morbis diaphragmatis, pericardii, cordis, arteriarum, vebarum et animi deliquiorum. 1824 (digitalizzato)